# Bunuri mobile din domeniul artă decorativă clasate în patrimoniul cultural național al României aflate în județul Suceava
Acestă listă conține bunurile mobile din domeniul artă decorativă clasate în Patrimoniul cultural național al României aflate la momentul clasării în județul Suceava.

## Tezaur
| Foto | Informații generale                                                                   | Detalii tehnice | Descriere | Deținător                                                              | Legături |
| ---- | ------------------------------------------------------------------------------------- | --- | --- | ---------------------------------------------------------------------- | -------- |
|      | Portretul domnitorului Ieremia Movilă (Moldova: 1595-1600; 1600-1606)                 | Datare: post 1600 Școală: Atelier moldovenesc Descoperit: Sucevița Material: broderie cu fir de argint, argint aurit, mătase și perle pe suport de catifea roșie | Ieremia Movilă este reprezentat în picioare, din profil, îmbrăcat într-un caftan îmblănit cu ornamente vegetal-florale peste un anteriu argintiu și purtând pe cap cuca îmblănită, ornată cu surguci; mâna stângă este sprijinită pe mânerul spadei; este flancat de doi chiparoși; în colțul din dreapta sus este inscripția „Ctitor Io Ieremia Movilă voevod” și o biserică în miniatură în interiorul căreia apar reprezentate „Filoxenia lui Avraam” și „Coborârea la iad”; în partea stângă sus este o coroană închisă și sub ea stema țării cu patru săbii încrucișate. Pe margini este o inscripție perimetrală votivă cu ornamente vegetal-florale. | Colecția muzeală a Mănăstirii Sucevița, Sucevița                       | Cimec    |
|      | Portretul domnitorului Simeon Movilă (Țara Românească: 1600-1602; Moldova: 1606-1607) | Datare: 1 august 1609 Școală: Atelier moldovenesc Descoperit: Sucevița Material: broderie cu fir de argint, argint aurit, mătase și perle pe suport de catifea roșie | Simeon Movilă este reprezentat în picioare, cu ochii închiși și mâinile încrucișate la piept pe o batistă, îmbrăcat într-un caftan ornat cu motive vegetal-florale peste un anteriu argintiu și purtând pe cap o coroană deschisă; este flancat de doi crini albi în partea inferioară, iar în partea superioară, de cele două steme, ale Moldovei și Țării Românești, precum și de scenele „Filoxenia lui Avraam” și „Coborârea la iad”; pe margini, la interior, este un chenar perimetral cu ornamente vegetal-florale, iar la exterior o inscripție perimetrală votivă. | Colecția muzeală a Mănăstirii Sucevița, Sucevița                       | Cimec    |
|      | Veșmânt ecleziastic (preoțesc)                                                        | Datare: cca. 1504 Școală: Atelierul Mănăstirii Putna Descoperit: Putna Material: broderie cu fir din argint; argint aurit și mătase colorată pe suport din satin roșu, căptușit cu pânză albastră | În trei medalioane plasate la marginea superioară a veșmântului sunt brodate icoanele Mântuitorului, a Maicii Sale și a sfântului Ioan Botezătorul. Pe cele două benzi sunt rânduite pe șase registre, douăsprezece arcade semicirculare, susținute de colonete răsucite cu piedestaluri și capiteluri circulare. Sub fiecare arcadă este brodată câte o figură de proroc, stând în picioare: Moise, Aaron, David, Solomon, Ghedeon, Iacov, Isaia, Ezechiil, Zaharia, Maleahi, Miheia, Daniil. Inscripție: „Ștefan voievod a făcut acest epitrahil mănăstirii Sale de la Putna, și Maria, doamna sa. Bogdan voievod”. | Mănăstirea Ortodoxă Putna, Putna                                       | Cimec    |
|      | Veșmânt ecleziastic (preoțesc)                                                        | Datare: ante 1496 Școală: Atelierul Mănăstirii Putna Descoperit: Putna Material: broderie cu fir din argint; argint aurit și mătase colorată pe suport din mătase roșie, căptușit cu pânză roșie | În partea superioară a veșmântului este înfățișată Cina de la Mamvri iar de-a lungul celor două benzi, în 16 medalioane, dispuse două câte două pe opt registre sunt brodate 16 icoane nou-testamentare: Bunavestirea și Nașterea, Aducerea la templu și Botezul, Schimbarea la Față și Învierea lui Lazăr, Intrarea în Ierusalim și Cina cea de taină, Rugăciunea de pe muntele Măslinilor și Patimile, Biciuirea și Răstignirea, Punerea în mormânt și Adormirea Maicii Domnului, Coborârea la iad și Pogorârea Sfântului Duh. Dedesubtul acestora apar două medalioane cu portretele lui „Ștefan voievod” și „Alexandru, fiul lui Ștefan voievod”. La capetele celor două benzi sunt brodate simboluri bizantine: două litere de C adosate și patru bare intersectate, care se regăsesc și pe acoperământul de mormânt al doamnei Maria Asanina Paleologhina. | Mănăstirea Ortodoxă Putna, Putna                                       | Cimec    |
|      | Veșmânt ecleziastic (preoțesc)                                                        | Datare: sec. XV Școală: Atelierul bizantin Descoperit: Putna Material: broderie cu fir din argint; argint aurit și mătase colorată pe suport din mătase cafenie, dublată cu pânză de in în culoare naturală | La marginea superioară a veșmântului, sunt reprezentați, în medalioane, Iisus și doi arhangheli. În jos, pe nouă registre suprapuse, alternează opt chenare circulare și zece chenare dreptunghiulare, în interiorul cărora sunt brodate 18 chipuri de sfinți. Numele lor sunt indicate cu inscripții grecești: Maica Domnului și Ioan Botezătorul, Ioan Gură de Aur și Vasile cel Mare, Petru și Pavel, Grigorie și Vlasie, Marcu și Matei, Atanasie și Spiridon, Ioan și Luca, Ioan cel Milostiv și Nicolae, Gheorghe și Dimitrie. Toate personajele sunt reprezentate în busturi, cu excepția ultimelor două, care sunt înfățișate în întregime. La marginea inferioară a epitrahilului sunt cinci canafuri colorate în roșu, verde, albastru și ocru. | Mănăstirea Ortodoxă Putna, Putna                                       | Cimec    |
|      | Veșmânt ecleziastic (preoțesc)                                                        | Datare: 2/2 sec. XV Școală: Atelierul Mănăstirii Putna Descoperit: Putna Material: broderie cu fir din argint, argint aurit și mătase colorată, pe un fond inițial de mătase cafenie, dublată cu pânză de cânepă în culoare naturală                                                                                                 | Piesa este împodobită cu figurile a 18 sfinți dispuse în chenare dreptunghiulare și circulare, culminând la partea superioară cu două chipuri de arhangheli. Personaje: Maica Domnului și Ioan Botezătorul, Vasile ce Mare și Ioan Gură de Aur, Petru și Pavel, Grigore și Vartolomeu, Marcu și Matei, Atanasie și Spiridon, Ioan Teologul și Luca, Ioan cel Milostiv și Nicolae, Gheorghe și Dimitrie. Sub ultimii sfinți este brodată, la ambele capete, pisania, în limba slavonă, cu fir de aur, pe câte patru rânduri: „Ștefan voievod a făcut acest epitrahil Mănăstirii sale de la Putna și Maria, doamna sa”. Sub pisanie sunt prinși doi ciucuri, unul roșu, în stânga, și altul albastru, în dreapta. | Mănăstirea Ortodoxă Putna, Putna                                       | Cimec    |
|      | Bunavestire                                                                           | Datare: sec. XV Școală: Atelierul bizantin Descoperit: Putna Material: broderie cu fir din argint; argint aurit și mătase colorată și perle pe suport din mătase albastră; fond brodat în fir de aur | Broderia înfățișează icoana Bunei Vestiri. Siluetele Maicii Domnului și Arhanghelului Gavriil sunt proiectate pe un fundal arhitectonic, sugerând sumar Nazaretul prin două turnuri circulare plasate în spatele Fecioarei și printr-un turn rectangular, cu acoperișul în două pante, în spatele arhanghelului. La mijloc se înalță, simbolic, pomul vieții, iar deasupra este brodată cu fir auriu inscripția liturgică în limba slavonă: „Blagoveștenie”. Fecioara stă în picioare iar în spatele ei se află un jilț. În fața ei fandează ușor arhanghelul Gavriil care ține în mâna stângă un toiag. Pe sub mantia largă, de aur, arhanghelul poartă un veșmânt brodat în fir de argint. Tot în fir de argint sunt brodate și aripile sale. Aureolele sunt cusute cu fir de aur și conturate cu perle, iar deasupra sunt indicate numele, cu inițiale slavone pentru arhanghel și inițiale grecești pentru Fecioara Maria. | Mănăstirea Ortodoxă Putna, Putna                                       | Cimec    |
|      | Împărtășirea Apostolilor cu Trupul Domnului                                           | Datare: [1481] Școală: Atelierul Mănăstirii Putna Descoperit: Putna Material: broderie cu fir din argint; argint aurit și mătase colorată și perle pe un suport de satin brun | Sub un baldachin este reprezentat Mântuitorul ținând în mâna dreaptă Sf. Euharistie (Sfânta Pâine) pe care o dăruiește apostolilor, primul fiind Petru urmat de Matei și Marcu. În dreapta lui Iisus este un arhanghel iar în stânga sunt apostolii, Iacov, Vartolomeu și Toma. În fața Mântuitorului este o masă pe care se găsesc un potir și două pâini. Pe veșmântul ce acoperă masa, de culoare roșie, este o cruce cu trei brațe, ultimul fiind așezat în poziție oblică. Icoana are o inscripție marginală brodată: „Luați, mâncați, acesta este trupul Meu, care se frânge pentru iertarea păcatelor voastre”. Sub picioarele apostolilor există o a doua inscripție, târzie: „Acest sfânt procovăț l-a înnoit eu, Maria Nestor, jupâneasa logofătului Ioniță Adam”. Icoana este brodată pe satin cafeniu și s-a folosit perle pe marginile veșmintelor. | Mănăstirea Ortodoxă Putna, Putna                                       | Cimec    |
|      | Împărtășirea Apostolilor cu Sângele Domnului                                          | Datare: [1481] Școală: Atelierul Mănăstirii Putna Descoperit: Putna Material: broderie cu fir din argint; argint aurit și mătase colorată și perle pe un suport de satin brun | Sub un baldachin, Mântuitorul ține în mâini un vas cu care împărtășește pe apostoli cu Sfântul Sânge. Dintre apostoli, primul este Pavel urmat de Luca și Simon. La stânga Mântuitorului, așteaptă cu brațele ridicate apostolii Matei, Andrei și Filip. În fața Mântuitorului este o masă pe care se găsesc un potir și două pâini. Pe veșmântul ce acoperă masa, de culoare roșie, este o cruce cu trei brațe, ultimul fiind așezat în poziție oblică. Între brațe sunt scrise: Is. Hs. Ni. Ka. Icoana are o inscripție marginală brodată: „Beți din aceasta toți, acesta este Sângele Meu, al legii celei noi, care pentru voi și pentru mulți se varsă spre iertarea păcatelor”. Icoana este brodată pe satin cafeniu, iar pe marginile veșmintelor personajelor sunt prinse perle. | Mănăstirea Ortodoxă Putna, Putna                                       | Cimec    |
|      | Îngroparea Domnului Iisus Hristos                                                     | Datare: 20 martie 1481 Școală: Atelierul Mănăstirii Putna Descoperit: Putna Material: broderie cu fir din argint; argint aurit și mătase colorată și perle pe un suport de satin brun | Pe un fond înstelat este brodat chipul lui Iisus, coborât de pe cruce. În partea superioară, în colțuri sunt soarele și luna iar între cei doi aștri sunt arhanghelii Mihail și Gavriil ținând în mâini două ripide. În stânga, este reprezentată Maica Domnului ținând în brațe chipul Fiului ei iar la picioarele Mântuitorului sunt două sfinte femei mironosițe. În partea inferioară a icoanei sunt alți doi arhangheli, Rafail și Uriil, ambii având mâinile întinse spre Trupul Domnului. Pe marginea a trei laturi este rugăciunea: „Iosif cel cu bun chip, de pe lemn a luat Preacuratul Tău Trup, înfășurându-l cu giulgiu curat și cu miresme acoperindu-l, în mormânt nou l-a pus” iar pe ultima latură este inscripția „Io Ștefan voievod, cu mila lui Dumnezeu, domnul Țării Moldovei, a făcut acest aer în anul 6989 <1481>, 20 martie”. Broderie pe fond de satin maron, fir de argint aurit, mătase și perle. | Mănăstirea Ortodoxă Putna, Putna                                       | Cimec    |
|      | Văl liturgic                                                                          | Datare: [1481] Școală: Atelierul Mănăstirii Putna Descoperit: Putna Material: broderie cu fir din argint; argint aurit și mătase colorată și perle | Icoana înfățișează pe Maica Domnului care se arată sfinților apostoli în momentul „frângerii pâinii”. În partea inferioară a compoziției sunt reprezentați cei 12 apostoli având în mijloc pe apostolul Petru care ține în mâini Sfânta Pâine. Deasupra chipului fiecărui apostol este brodată inițiala numelui. În fața apostolului Petru este Sfânta Masă pe care este așezat un vas, deasupra căruia Petru frânge Pâinea. Poalele Sfintei Mese au decoruri asemănătoare unor fâșii paralele ce au culori diferite: argintiu, auriu și verde. În registrul superior este înfățișată Maica Domnului în slavă: într-un cerc brodat cu fir de aur este reprezentată Fecioara, în spatele căreia este o stea în opt colțuri, brodată cu argint. În dreapta și stânga Maicii Domnului sunt scrise literele M[ITE]R TH[E]U. Întreaga compoziție are o margine formată din două linii paralele în interiorul cărora sunt brodate flori. Icoana are un fond de mătase cafenie. În afară de firul de aur (folosit mai ales pentru mantiile sfinților), argint și mătase, broderul a folosit și perle. | Mănăstirea Ortodoxă Putna, Putna                                       | Cimec    |
|      | Clopotul Zaporojan Autor: Dimitrie Piragov                                            | Datare: 3 iulie 1767 Școală: Școală rusească Material: aliaj; bronz; argint; cupru; staniu; turnare | Clopotul mare, supranumit Zaporojanul, creație a meșterului Dimitrie Piragov, în atelierele de la Moscova, este bine proporționat, având o largă deschidere la bază, obținându-se astfel un efect sonor deosebit. De jur împrejurul umărului, decorația în friză cu scene religioase complexe, reprezentând personaje redate în diverse ipostaze de închinare, este completată imediat cu un brâu cu inscripționarea conținând locul și data confecționării (1767, 3 iulie, la Moscova), iar în continuare nominalizarea și contribuția comanditarilor: cu osteneala învățăcelului Gavriil, de fapt mitropolitul Gavriil Calimachi, cu îngrijirea egumenului Paisie Velicicovschi și pe spesele spontanilor donatori. Pe suprafața de centură, în partea superioară, apare tot în friză, un motiv floral stilizat terminat cu medalioane. Pe buza clopotului este consemnată inscripția conținând locul turnării (Moscova), numele meșterului (Dimitrie Piragov) și greutatea exprimată în unități de măsură de epocă (66 pud, 15 phund). | Muzeul „Anastasie Crimca” al Mănăstirii Dragomirna, Mitocu Dragomirnei | Cimec    |
|      | Candelabru cu 20 de lumini                                                            | Datare: mijlocul sec. XVIII Școală: Școală rusească Material: structură metalică; sticlă de Murano; suflare | Candelabrul cu 20 de lumini, de formă tronconică, este construit pe un ax central, într-o simetrie perfectă, având în partea de jos un disc cu diametrul de circa 20 cm, pe care sunt montate la distanțe egale zece brațe cu dublă arcuire în interior și în exterior, iar la extremitatea superioară un alt disc mai mic, cu diametrul de circa 10 cm, având fixate cinci brațe cu arcuire dublă, dar orientate în sus și în jos. Între cele două axe orizontale se află un nivel median de brațe arcuite în același stil, creând al treilea etaj de iluminare. Armonia principalelor brațe curbate, este completată printr-o rețea variată de elemente de legătură, creând o spectaculoasă și subtilă compoziție vegetală. Opulența construcției în maniera barocului rusesc, este conferită de acoperirea integrală a structurii metalice cu mulaje articulate din sticlă de Murano, dar mai ales prin decorarea cu variate elemente florale, rozete, flori de crin, frunze de stejar, mărgele rotunde, lacrimi etc., și prin terminațiile sferice înlănțuite de la ambele capete, din aceeași sticlă de Murano, cu sensibile reflexe cromatice. Piesa a fost dăruită mănăstirii Dragomirna în anul 1767, de către împărăteasa Ecaterina a Ii-a a Rusiei, conform însemnării din pomelnicul lăcașului. | Muzeul „Anastasie Crimca” al Mănăstirii Dragomirna, Mitocu Dragomirnei | Cimec    |
|      | Plângerea lui Iisus                                                                   | Datare: valeat 7100 (1595) Școală: Școală moldovenească Descoperit: Mănăstirea Sucevița Material: broderie cu fir de aur, argint și mătase (albă, gri, brun, neagră, verde, albastră, ocru), perle naturale, pe suport de atlas roșu-vișiniu                                                                                         | Sub raport iconografic, lucrarea reprezintă un val de procesiune "EPITAF", a cărei tema este legată de Jertfă, de momentul din Liturghie denumit Vahodul cel Mare și de anaforă. Trupul lui lisus, așezat pe piatra din Efes este înconjurat de sfinți și îngeri: la capul Mântuitorului, Fecioara Maria, îndurerată îl îmbrățișează, iar Maria Magdalena își exteriorizează disperarea printr-un gest sugestiv; la picioare, losif, Nicodim și o mironosiță, iar în centrul compoziției este redat Sf. loan Evanghelistul. De o parte și de alta a Domnului stau îngerii grupați câte patru, unii dintre ei țin în mâini ripide, pe care sunt scrise cuvintele "Sfânt, sfânt, sfânt" în limba greacă. Fundalul compoziției este presărat cu stele în formă de flori cu șapte petale. La colțurile epitafului sunt reprezentate simbolurile evangheliștilor, cu inițialele lor, iar dedesubt cuvintele în grecește (în traducere): "cântând, strigând, glas înălțând și grăind". O inscripție de danie, dublată spre interior de un chenar decorat cu motive vegetale, se desfășoară pe cele patru laturi ale epitafului. Pe latura de sus apare reprezentată stema Moldovei, iar pe latura de jos, stema familiei Movileștilor. Epitaful de la Sucevița este foarte asemănător cu cel de la Slatina (1556), atât ca iconografie cât și ca realizare tehnică; ambele exprimă un moment în evoluția broderiei moldovenești și anume faza sa către narativ și decorativ. La epitaful de la Sucevița, la redarea temei consacrate a Plângerii Domnului, personajele sunt mai numeroase, mai înghesuite și lipsite de elan, figurile lor și-au pierdut din expresivitate, contururile sunt îngreunate de mulțimea perlelor. În ansamblu, epitaful de la Sucevița păstrează toata strălucirea formală a unui obiect de artă somtuară, a unui prototip, creat de vestita școală moldovenească de broderie în a doua jumătate a secolului al XV-lea, însă ca rod al imitației și nu al creației. | Mănăstirea Sucevița, Suceava                                           | Cimec    |
|      | Cruce de procesiune Autor: Moesiu, Gligorie (atribuit)                                | Datare: 7132, iulie, 5 (1624) Școală: Atelier moldovenesc Descoperit: Dragomirna Material: lemn de cedru sculptat, ferecat în argint, turnat, cizelat, gravat, aurit | Brațul vertical al crucii se termină în partea de jos cu un bulb poliedric decorat cu un motiv vegetal stilizat realizat din filigran și din motiv perlat. Mânerul crucii fațetat (hexagonal în secțiune) este decorat la jumătatea sa de o împletitură în trei dintr-o bandă lată de cca. 1 cm lățime compusă din șase șiruri de sârmă de argint răsucită. Pe cele șase laturi ale piciorului crucii este dispusă inscripția de danie, în limba slavă veche, cu frumoase litere executate prin cizelare și gravare; ea conține și anul execuției crucii - 1624, numele comanditarului - Anastasie Crimca și numele mănăstirii Dragomirna, unde este donată. Brațul vertical al crucii este întretăiat de două brațe orizontale, crucea terminându-se în partea inferioară, spre mâner, cu două medalioane ovale în formă de lacrimă, dispuse pe verticală. Crucea este sculptată pe ambele fețe și pe cant cu scene din Noul Testament ilustrând momente din viața lui Iisus Hristos și a Maicii Domnului, precum și scene din Vechiul Testament. Pe o față a crucii, în câmpuri dreptunghiulare, sunt redate scene sub câte o arcadă în formă de acoladă ce se sprijină pe colonete decorate în torsadă: Nașterea Fecioarei, Nașterea Domnului și închinarea magilor, Botezul, Buna Vestire, Cina de la Caana Galilei, Întâmpinarea Domnului, Vindecarea orbului, Învierea lui Lazăr, Duminica Floriilor, maica Domnului a Întrupării (în medalion), Scara lui Ioan Sinaitul; pe cealaltă față sunt redate scenele: Cina Cea de Taină, Răstignirea, Învierea, Plângerea, Necredința lui Toma, Adormirea Maicii Domnului, Pogorârea Sf. Duh, Înălțarea Domnului, soborul Sf. Apostoli, scenă lipsă, Scene din Acatistul Maicii Domnului (în medalion). Pe un cant apar scenele: Jertfa lui Avraam, Cei trei tineri, Ev. Marcu și Ioan, Daniel în groapa leilor, iar pe celălalt cant: Cina de la Mamvri, Căderea îngerilor, Ev, Luca și Matei. | Muzeul „Anastasie Crimca” al Mănăstirii Dragomirna, Mitocu Dragomirnei | Cimec    |
|      | Plângerea lui Iisus                                                                   | Datare: Sec. XV Școală: Moldova Descoperit: Rădăuți, Moldova de Nord Material: broderie cu fir de argint, argint aurit și mătase colorată pe fond de atlas roșu-smeuriu, fond mătase, dublură in, pat fire de bumbac; broderie cu fir de mătase, cu fir de argint răsucit pe fir de mătase                                           | Văl de procesiune, "aer", a cărui temă este legată de Jertfă, de momentul din Liturghie denumit "Văhodul cel Mare" și de anaforă. Trupul lui Iisus culcat, purtând nimb cruciger, este înconjurat de stele. Sus, în zbor, patru îngeri plângând își țin mâinile la ochi,a coperite de o năframă argintie.în dreptul îngerilor cuvântul grecesc "Aghios". Jos la colțuri, câte un serafim, iar în centru "tronuri", cercuri de foc înaripate, purtând pe ele "mulți ochi". Compoziția este încadrată de un chenar decorat cu cruci cu brațe egale (de Malta) înscrise în cerc, ce alternează cu flori stilizate alcătuite din vreji care se întrepătrund. Acesta constituie un motiv curent în broderiile bizantine din secolul XVI și care se păstrează în broderia moldvenească până la începutul secolului XVII la broderiile de la Sucevița din vremea Movileștilor. Tema Aerului de la Sucevița este identică cu aceea a Aerului de la Moldovița, cu diferența că aici chenarul cuprinde o inscripție liturgică și de danie (1484), iar cuvântul "sfânt" este în limba slavă. Tehnica de execuție a Aerului este asemănătoare cu a Epitafului de la Cozia (1395). Fondul de mătase este dublat de o pânză de in. Broderia este lucrată în punct pășit, executată cu mătase colorată și cu fir de argint aurit, răsucit pe mătase. Relieful veșmintelor, al motivelor decorative și al literelor inscripției este obținut printr-o umplutură din fir de bumbac răsucit. Fețele, mâinile și părul sunt brodate cu mătase fildeșie, respectiv maronie, direct pe fundalul de mătase. | Mănăstirea Sucevița, Suceava                                           | Cimec    |
|      | Adormirea Maicii Domnului                                                             | Datare: 1612 Școală: Moldova Descoperit: Mănăstirea Dragomirna, România; Suceava Material: Broderie cu fir de aur, argint și mătase colorată pe fond de catifea roșie | Reprezintă scena "Adormirea Maicii Domnului" care se desfășoară in fața unui fundal arhitectonic. Pe un pat acoperit cu o bogată cuvertură de aur este întinsă Fecioara Maria. La extremități câte un sfeșnic cu cinci brațe. La mijloc, pe un podium în fața catafalcului, un alt sfeșnic cu o lumânare mare aprinsă. De o parte și alta a acestuia este redat episodul în care Arhanghelul Mihail taie mâinile lui Jeffonias care a pângărit catafalcul, atingândul. În spatele catafalcului, în centru este înfățișat lisus Hristos înveșmântat în auriu. Cu mâinile voalate ține sufletul Maicii Sale sub chipul unui prunc aureolat. La căpătâiul și picioarele Fecioarei sunt grupați apostoli și evangheliști. Unii citesc din evanghelii, altul cădelnițează. Chipurile lor exprimă mâhnire și pioșenie. Deasupra lui lisus Hristos, formând axul de simetrie al compoziției, într-o mandorlă circulară susținută de 2 îngeri în zbor, Fecioara Maria pe tron se înalță la cer. Doi îngeri țin deschise porțile Raiului, unde apare Tronul Hetimasiei și Sfânta Treime: Dumnezeu Tatăl, lisus Hristos și Duhul Sfant. Pe cerul presărat cu stele, deasupra unor nori sunt redați Apostolii care vin să asiste la Adormirea Fecioarei și mutarea sa la ceruri. Ca mărturie, Fecioara îi intinde brâul său Apostolului Toma. Scena este delimitată de un chenar lat, decorativ format dintr-un vrej meandric pe care se prind o parte și alta flori și frunze. Chipurile personajelor brodate cu mătase au contururile trasate cu negru. | Muzeul „Anastasie Crimca” al Mănăstirii Dragomirna, Mitocu Dragomirnei | Cimec    |
|      | Plângerea lui Iisus                                                                   | Datare: 1625-1626 Școală: Moldova Descoperit: Mănăstirea Dragomirna, România; Suceava Material: Broderie cu fir de aur, argint și mătase ivorie pe fond de catifea roșu | Reprezintă scena „Plângerea lui lisus". În centrul compoziției lisus Hristos așezat pe piatra roșie din Efes, acoperită cu un giulgiu argintiu este plâns de Fecioara Maria așezată pe o banchetă la căpătâiul său. Cu un gest de durere mută ea își îmbrățișează fiul mort. În spatele său, în picioare, grupul femeilor mironosițe își exprimă durerea prin gesturi sugestive: una își ridică cu disperare mâinile spre cer, alta își smulge părul de durere. La picioarele lui lisus un alt grup participă la scena: losif din Arimateea, sprijină scara, iar Nicodim și loan au capetele plecate spre lisus Hristos. În centrul compoziției apare crucea cu coroana de spini, sulița și trestia cu buretele - semnele Patimilor lui lisus, doi îngeri în zbor, iar spre margini, Luna și Soarele. În prim plan doi îngeri îngenuncheați țin în mâini ripide. Între ei este redat un coș (în care se află patru piroane) și un ulcior. Fundalul scenei este presărat cu stele. Un chenar lat mărginește compoziția imprimând broderiei un aspect decorativ. Acesta este compus dintr-un vrej gros, meandric de care se prind flori de acant cu lujere și frunze. În spatele banchetei pe care sta Maica Domnului, brodată cu fir de aur pe fond auriu, apare inscripția de danie în limba slavona si anul, 1625 - 1626. Broderia este remarcabila ca execuție tehnica. Folosirea fundalului de mătase si a cel puțin 5, 6, puncte diferite de brodare cu fir de argint și argint aurit, ce creează profunzime sau sugerează materialitatea veșmintelor, a mobilierului, etc, apropie această lucrare, ca înțelegere, de broderia moldovenească din perioada sa "clasică". Deși compoziția a pierdut din ritmul și simetria tradițională, chipurile personajelor, cu toată monotonia desenului, rămân încă sugestive. | Muzeul „Anastasie Crimca” al Mănăstirii Dragomirna, Mitocu Dragomirnei | Cimec    |
|      | Iisus în potir                                                                        | Datare: Mijlocul sec. XVI Școală: Moldova Descoperit: Mănăstirea Dragomirna, România; Suceava Material: Broderie cu fir de aur, argint și mătase colorată pe fond de atlas de mătase albastru vinețiu | Acoperământul pentru Sfântul Potir reprezintă "Sfânta Jertfă”. În centrul compoziției într-o patenă (un vas oval cu un picior scund) este reprezentat lisus Hristos Copil, nud, acoperit cu un vas de aur bogat drapat. De o parte și alta câte un înger în picioare, cu aripile strânse, în atitudine de adorație țin în mâini ripide. O candelă prinsă cu trei lanțuri atârnă deasupra lui lisus Hristos Copil formând axul de simetrie al compoziției. Chipurile, mâinile personajelor, trupul nud al lui lisus Copil sunt redate printr-o broderie lucrată cu mătase ocru alb; trasăturile chipurilor și modeleul șuvițelor de păr ale îngerilor și al lui lisus Hristos sunt executate cu mătase sepia. Punctele diferite de broderie realizate cu fir de aur și argint crează planuri succesive și sugerează materialitatea diferită a veșmintelor, candelei, a penajului aripilor îngerilor. Faldurile veșmintelor sunt subliniate cu mătase roșie. Fundalul piesei din atlas albastru vinețiu este presărat cu stele aurii. Inscripția liturgică în limba slavă înconjoară compoziția ca un chenar. Similitudini legate de concepția și realizarea tehnica a broderiei - compoziție, punctele de broderie, raportul între părțile brodate cu fir de aur și argint și fundalurile din mătse colorata presărata cu stele aurii - apropie această piesa de epitaful dăruit de Alexndru Lapusneanu la 1556 ctitoriei sale, Mănăstirea Slatina . | Muzeul „Anastasie Crimca” al Mănăstirii Dragomirna, Mitocu Dragomirnei | Cimec    |
|      | Îngeri și serafimi                                                                    | Datare: Mijlocul secolului XVI Școală: Moldova Descoperit: jud. Suceava, Dragomirna Material: fundal brodat în întregime cu fir de aur și fir de argint, punctele de broderie realizate prin prinderea firelor de aur cu fir de mătase colorată, contur cu mătase colorată                                                           | La mijlocul orarului Iisus Hristos este reprezentat bust într-un medalion ținând evanghelia închisă și binecuvântând. De o parte și alta a medalionului central se desfășoară spre capetele orarului cinci serafimi alternând cu cinci îngeri reprezentați în câmpuri dreptunghiulare brodate în întregime cu fir de aur. Serafimii au chipurile brodate cu mătase ivorie, iar cele șase aripi încrustate sunt brodate cu fir auriu și argintiu, contururile lor fiind trasate cu mătase albastră și roșie. Îngerii aureolați, redați până la brâu, au aripile desfăcute. Unii sunt ușor întorși spre stânga iar alții spre dreapta. Cu o mână țin toiagul de vestitor - înalt cu cruce în vârf - iar cu alta, voalată, discul cu pecetea lui Iisus Hristos. Siluetele lor ușor alungite amintesc vag de pictura din vremea lui Petru Rareș. Chipurile, destul de expresive sunt brodate cu mătase ivorie, iar părul auriu buclat este executat cu mătase galbenă. Contururile veșmintelor sunt realizate cu mătase roșie și albastră. La capetele orarului se află un decor floral executat cu fir auriu, argintiu și cu mătase de culoare verde, albastră și brun roșcată, concepția și realizarea tehnică fiind apropiată de renumitele Dvere dăruite de Alexandru Lăpușneanu ctitoriei sale, Mănăstirea Slatina (1561). Inscripția slavă (posibil de danie), dispusă pe un rând este distrusă și în prezent ilizibilă. De marginile orarului sunt prinși cinci ciucuri de mătase roșie și albastră, cu bumbi împletiți, aceștia fiind adăugați ulterior. Fundal brodat în întregime cu fir de aur, punctele de broderie realizate prin prinderea firelor de aur cu fir de mătase colorată, contur cu mătase colorată. | Muzeul „Anastasie Crimca” al Mănăstirii Dragomirna, Mitocu Dragomirnei | Cimec    |
|      | Deisis și Sfinți Ierarhi                                                              | Datare: Sf sec XVI Școală: Moldova Descoperit: jud. Suceava, Dragomirna Material: broderie cu fir de argint, aur și mătase colorată pe fundal de broderie cu fir de aur; fundal brodat în întregime cu fir de aur, punctele de broderie realizate prin prinderea firelor de aur cu fir de mătase colorată, contur cu mătase colorată | În centru (în zona din spatele gâtului) într-un medalion circular este redat Iisus Hristos bust purtâng aureola crucigeră. Cu stânga ține evanghelia închisă și cu dreapta binecuntează. Chipul și evanghelia sunt brodate cu mătase. Imaginea lui Iisus Hristos este încadrată de reprezentările intercesorilor redate sub arce ușor frânte: de o parte apare Maica Domnului în picioare în atitudine de rugă, veșmintele sale brodate cu aur au contururile trasate cu mătase roșie și albastră. Ea poartă o bonetă albastră și papuci roșii. Sfântul Ioan Botezătorul este reprezentat în aceeași atitudine, cu veșmintele realizate în acceași manieră. În continuare, sub arce ușor frânte sunt redați în picioare Sfinții ierarhi înveștmântați cu stihare, omofor și felon, ținând în mâini evanghelii: Sfântul Ioan Gură de Aur (cu polistavrion), Sfântul Grigore, Sfântul Vasile cel Mare, Sfântul Atanasie (?), Sfântul Nicolae și Sfântul Spiridon. Poartă veșminte brodate cu aur și tivite cu mătase colorată. La capetele epitrahilului se află doi ciucuri de culoare roșie smeurie cu bumbi brodați cu fir de aur și argint. Chipurile personajelor sunt brodate cu mătase ivorie, contururile fețelor sunt exacutate cu brun închis iar părul și barba sunt modelate în șuvițe cafenii. Fundal brodat în întregime cu fir de aur, punctele de broderie realizate prin prinderea firelor de aur cu fir de mătase colorată, contur cu mătase colorată. | Muzeul „Anastasie Crimca” al Mănăstirii Dragomirna, Mitocu Dragomirnei | Cimec    |
|      | Plângerea lui Iisus                                                                   | Datare: 22.12.1598 Școală: Rusesc Descoperit: Rostov (Don), Rusia Material: mătase naturală; suport in; fir argint aurit; fir argint; brodare | Compoziție realizată în trei registre: Plângerea lui Iisus (central, fond roșu - vișiniu), Registrul proorocilor, ierarhilor, apostolilor (interior, fond albastru - verzui), într-un lanț delimitat de câte un sfeșnic. Inscripția liturgică (exterior, fond albastru - verzui). Iisus este întins pe piatra de la Efes. În stânga acestuia: Maica Domnului, așezată pe o banchetă, îi sprijină capul; în spate, Maria Magdalena, este aplecată spre trupul lui Iisus, sprijinindu-și capul cu mâna stângă; alături, o mironosiță (Marta?), în picioare, ținându-și cosițele cu mâinile; în dreapta: Sf. Ioan, schițează gestul sărutului mâinii lui Iisus; alături de el Sf. Nicodim și Sf. Iosif din Arimateea, acesta din urmă frângându-și mâinile și puternic aplecat peste Piatra Ungerii; doi îngeri, în picioare, costum oriental, în mâini cu ripide în formă de heruvimi; între ripide reprezentarea Sfântului Duh, sub formă de porumbei (fond alb și albăstrui); stânga - dreapta: soarele și luna, antropomorfizate (fond ocru și roșu); în registrul inferior: doi îngeri, purtând ripide, în atitudine dansantă (în mișcare), se îndreaptă către Sfintele vase ce sunt acoperite; în colțuri: pe fond albastru și negru, simbolurile celor patru evangheliști: Ioan, Luca, Matei și Marcu. Registrul al doilea - sus: Sf. Ev. Ioan, Sf. Lazăr (Doguji?), Sf. Prooroc Avacuum, Sf. Ilie, Sf. Prooroc Moise, Sf. Prooroc David, Dumnezeu Savaoth, Sf. Prooroc Solomon, Sf. Prooroc Isaia, Sf. Prooroc Ghedeon, Sf. Prooroc Daniil, Sf. Ev. Marcu; dreapta: Sf. Ierarh Nicolae, Sf. Vasile (Sarischi?), Sf. Iacov, Sf. Alexie, Sf. Ignatie; jos: Sf. Ev. Matei, Sf. Prooroc Avraam, Sf. Apostoli: Filip, Iacov, Vartolomei, Petru, Scena Adormirii Maicii Domnului, Sf. Apostol Pavel, Sf. Apostoli: Vartromeu, Simon, Toma, Sf. Ev. Luca; stânga: Sf. Isaia al Rostovului, Sf. Leontie, Sf. Petru Mitropolit (Movilă n.n.), Sf. Ioan Zlataust, Sf. Iacov?; Legendele figurilor sunt în limba greacă și slavonă. Scena Adormirii Maicii Domnului foarte schematizată (Maria, Iisus în mandorlă cu sufletul Mariei sub formă de prunc înfășat, lateral doi ierarhi?, jos îngerul cu sabia și evreul Jephonias cu mâinile tăiate). | Muzeul „Anastasie Crimca” al Mănăstirii Dragomirna, Mitocu Dragomirnei | Cimec    |

## Fond
| Foto | Informații generale | Detalii tehnice | Descriere | Deținător                                                              | Legături |
| ---- | ------------------- | --- | --- | ---------------------------------------------------------------------- | -------- |
|      | Potir               | Datare: 1782 Școală: Atelier moldovenesc Material: argint; ciocănire, cizelare, parțial turnat și aurit                                    | Cupa este cilindrică cu buza ușor evazată. Două treimi din cupă, plecând de la bază, de forma uneui caliciu, este decorat în relief plat cu un motiv de influență barocă (volute ce se împletesc formând medalioane decorate în interior cu un fruct de rodie stilizat). Fusul este decorat cu un nodus aplatizat, decorat la rândul său cu motivul solzilor. Talpa circulară, înaltă, este decorată în două registre cu un amplu motiv decorativ floral, alcătuit din vrejuri de frunze, care se întretaie formând medalioane de factură barocă. Registrul superior, ce face legătura cu fusul potirului, este decorat cu aceleași motive vegetale, dispuse în ample volute și motivul scoicii. Pe talpa piciorului, pe partea nedecorată, este gravată o inscripție de danie și anul cu caractere chirilice, în limba română: "Acest potir (este) al sfintei Vranetu, prin silința egumenului Macarie, 1782". | Muzeul „Anastasie Crimca” al Mănăstirii Dragomirna, Mitocu Dragomirnei | Cimec    |
|      | Cățuie              | Datare: Sec. XIX Școală: Atelier moldovenesc Material: argint turnat, cizelat, poanson, marcă de atelier                                   | Cățuia are un focar oval, destul de adâncit, cu marginile răsfrânte. El se sprijină pe trei picioare în formă de frunză cu nervuri. Mânerul este simplu, terminat cu o frunză, în prezent ruptă cca. Jumătate. Unul dintre cele trei picioare - care în prezent este înlocuit - era format tot dintr-o frunză. Piciorul înlocuit fiind mai mic, determină o poziție înclinată a piesei. Marcă de atelier "12. D" (într-un dreptunghi). | Muzeul „Anastasie Crimca” al Mănăstirii Dragomirna, Mitocu Dragomirnei | Cimec    |
|      | Litier              | Datare: Sec. XVIII; an de donație: 1793 Școală: Atelier moldovenesc Material: argint turnat, cioc[nit, cizelat, gravat, poanson (de titlu) | Litierul se sprijină pe o talpă mare, ovală, înaltă, cu marginile terminate în acoladă. Talpa este decorată în relief înalt cu motive vegetale: flori, frunze și vrejuri - de factură barocă, capete de îngeri și motivul scoicii. Din loc în loc, apar împletituri imitând "entrelacul". Piciorul tronconic al litierului este decorat cu un șir de frunze - de sepale - formând caliciul unei flori. Fusul este decorat cu doi nuduși, la rândul lor decorați cu motive floarle stilizate realizate prin incizie și cu trei capete înaripate de îngeri aplicate. Fusul picioarului se termină în partea superioară cu același tip de sepale, dar de dimensiuni mai reduse, formând un caliciu de floare. Tija piciorului se termină cu un bulb - un boboc de floare nedesfăcut. Pe lateral, la dreapta și la stânga tijei se desfășoară două vrejuri în formă de acoladă care se apropie în partea superioară, susținând un oval. Fiecare vrej este decorat cu flori mici cu frunze și trei flori mari de dovleac. Pe talpă, o inscripție de danie în limba română, cu caractere chirilice, și anul: 1793. | Muzeul „Anastasie Crimca” al Mănăstirii Dragomirna, Mitocu Dragomirnei | Cimec    |